# Den finsk-sovjetiske ikke-angrebspagt af 1932
Den Finsk-sovjetiske ikke-agrebspagt fra 1932 var en ikke-angrebspagt indgået i 1932 mellem de daværende stater Finland og Sovjetunionen. Aftalen blev udvidet med tillæg i 1933 og rettet i 1934. Pagten blev ensidigt opsagt af Sovjetunionen i 1939 efter en operation mod byen Mainila med egne tropper, hvilken man efterfølgende tillagde Finland skylden for.

## Baggrund
Sovjetunionen indgik i 1930-erne en række ikke-angrebspakter med sine nabolande efter den japanske invasion i Manchuriet til støtte for dette lands selvstændighed. Sovjetunionen ønskede med disse aftaler at sikre sine grænser. Aftaler blev indgået med Estland, Letland og Polen, og som det sidste land med Finland i 1932.

## Indhold
Begge lande lovede i traktaten at respektere de daværende indbyrdes grænser således, som disse var blevet fastlagte ved freden i Dorpat (Tartu) den 14. oktober 1920. Desuden udtaltes, at "begge kontraherende parter forpligter sig til at afholde sig fra ethvert angreb på hinanden". Som angreb skulle betragtes "enhver voldshandling, der krænker den anden høje kontraherende parts territoriale integritet og helhed eller politiske uafhængighed, selv om den gennemføres uden krigserklæring og med tilsidesøttelse af krigens kendetegn" (§ 1).
Ved angreb på den ene part fra tredjelands side skulle den anden part forholde sig neutral. Hvis derimod den ene part foretager et angreb på tredjeland havde den anden part ret til uden forudgående varsel at opsige traktaten (§ 2).
Begge parter forpligtede sig til ikke at indgå traktater, aftaler eller konventioner, der var "åbenlyst fjendtlige" mod den anden kontraherende part og formelt eller reelt stridende mod den indgåede traktat (§ 3).
Endelig erklærede begge parter, at eventuelle tvistigheder skulle bilægges ved fredelige midler, om fornødent ved at oprette "et forligsnævn, hvis rettigheder, sammensætning og virksomhed fastslås ved en særlig tillægsaftale, der skal udgøre en integrerende del af denne traktat" (§ 5).

## Traktatens forlængelse og opsigelse
Traktatens gyldighedsperiode blev ved aftale i Moskva den 7. april 1934 forlænget til 31. december 1945, hvilken blev underskrevet af Finlands daværende udenrigsminister Aarno Yrjö-Koskinen og Sovjetunionens udenrigskommissær Maksim Litvinov.
Traktaten blev opsagt af Sovjetunionen den 28. november 1939, to dage inden at Sovjetunionen angreb Finland under en påviseligt forfalsket påstand om finsk angreb på en sovjetisk landsby Mainila. I henhold til traktaten skulle det fastlagte forligsnævn have været indkaldt for at undersøge de sovjetiske påstande, men Sovjetunionen nægtede at lade nævnet indkalde og undersøge episoden.